# Wieda (Fluss)
Die Wieda im niedersächsischen Landkreis Göttingen und thüringischen Landkreis Nordhausen ist ein etwa 22 km langer, westlicher und orographisch rechter Zufluss der Zorge im Harz und im Südharzer Zechsteingürtel (Südharzer Zechsteinhügel).

## Name
Das Gewässer wurde 1249 („aqua Wida“) erstmals urkundlich erwähnt. Die Deutung des Namens ist unsicher. Möglicherweise handelt es sich hierbei um eine Zusammensetzung aus althochdeutsch wīda „Weide“ und der Endung -aha für Fließgewässer.

## Verlauf

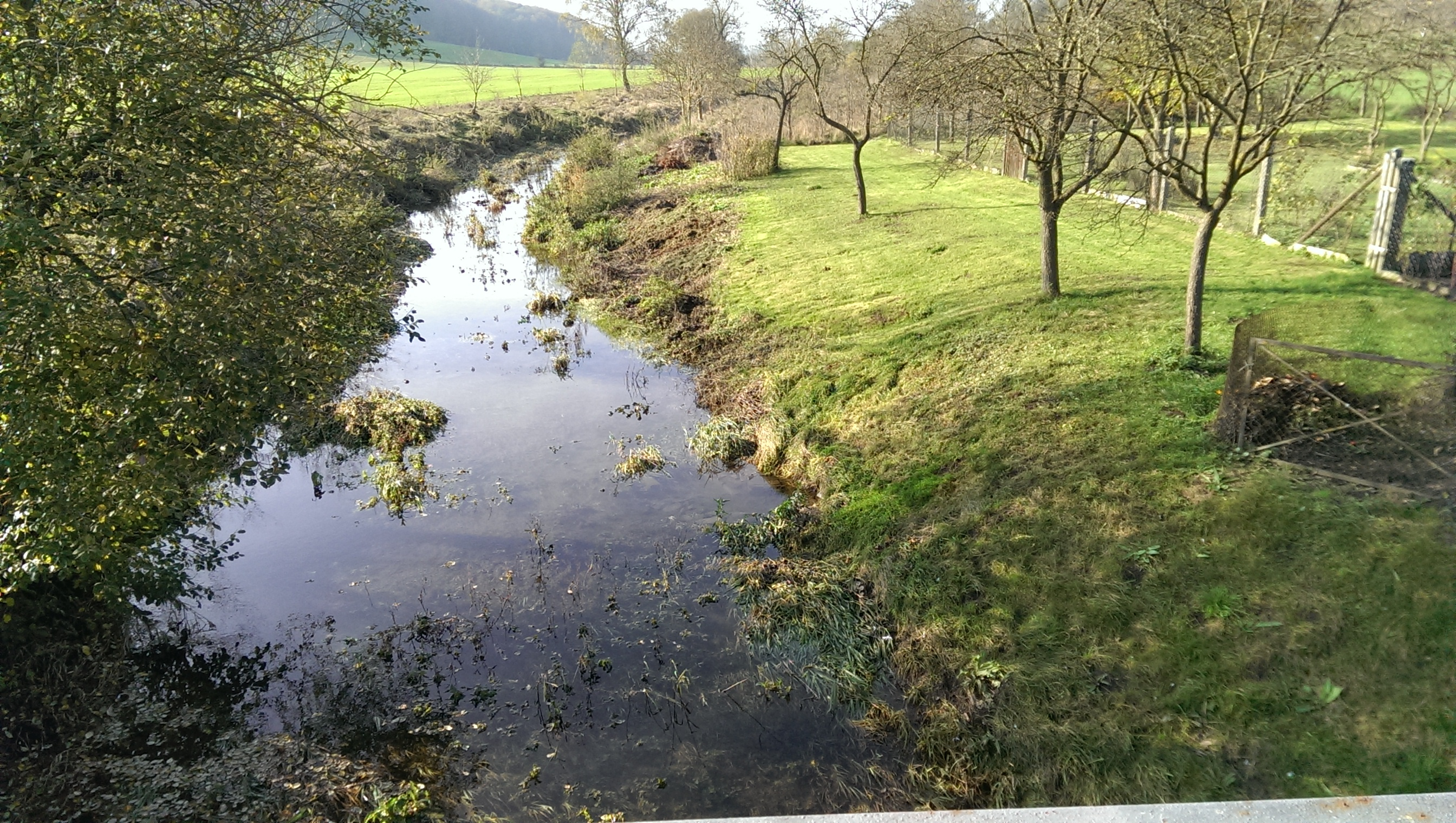
Die Wieda, bei Gudersleben, führt nach sommerlicher Trockenheit wieder Wasser

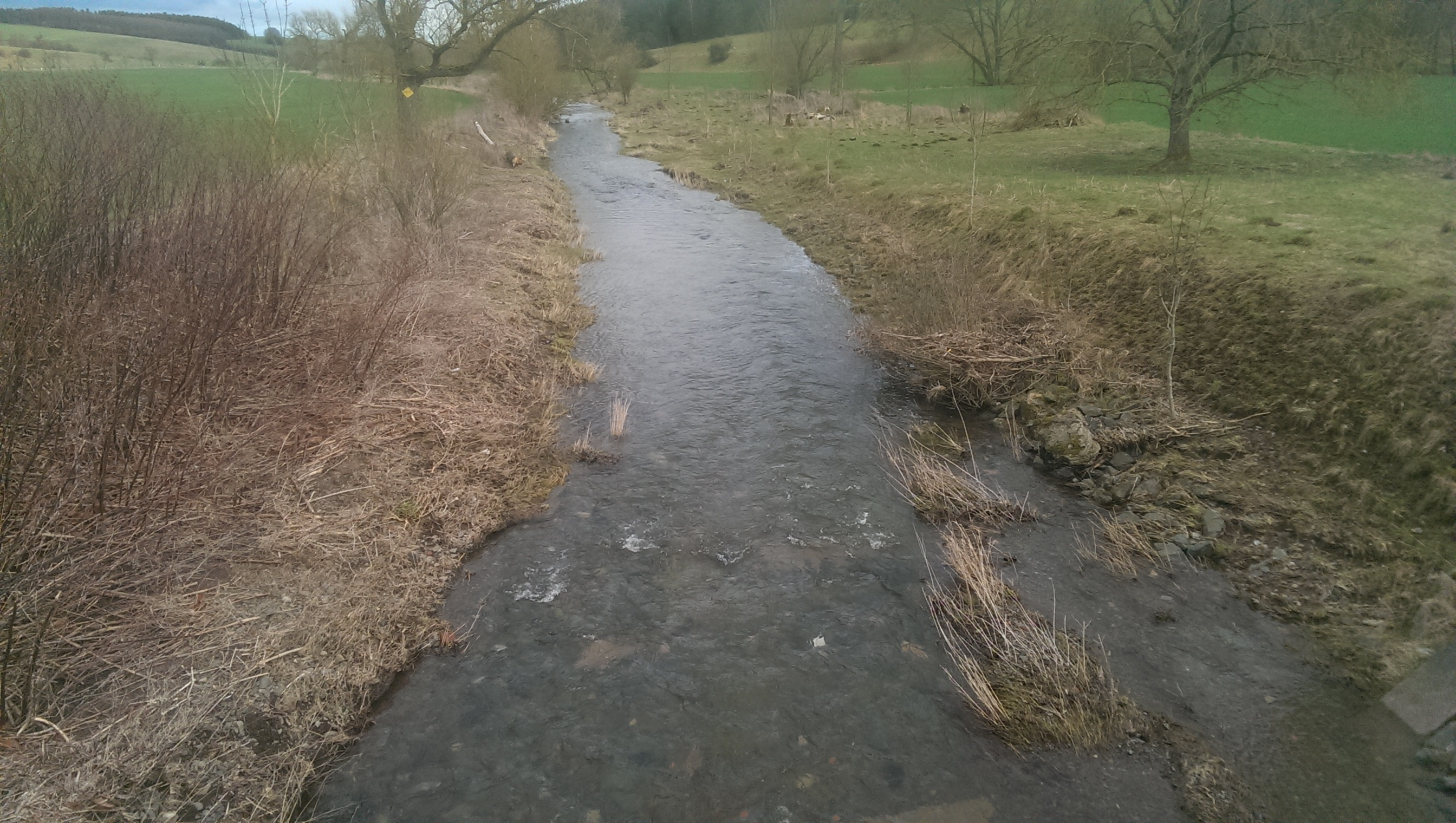
Wieda bei Gudersleben

Die Wieda entspringt im niedersächsischen Teil des Harzes im Naturpark Harz. Ihr Ursprung liegt nördlich vom Stöberhai (ca. 720 m ü. NHN) im Westen des Tales Altes Loch: Dort fließen etwas oberhalb einer auf 540,6 m gelegenen Wegstelle zwei kurze Quellbäche auf etwa 545 m Höhe zusammen, die auf den Hochlagen des Berges entspringen und durch das Öhren- und Franzosental verlaufen. Anderen Angaben zufolge liegt Quelle des Flusses „nördlich des Berges Stöberhai“ auf etwa 580 m Höhe.
Anfangs fließt die Wieda ein Stück nordost- und dann südostwärts zum ehemaligen Bahnhof Stöberhai, um etwas unterhalb davon im Steigertal auf die Landesstraße 601 zu treffen. Fortan nach Süden strebend passiert sie den Stöberhai im Osten und den Wiedaer Jagdkopf (602,1 m) im Westen, um kurz darauf bei östlichem Passieren des Käsebergs (ca. 520 m) und des Knickings (ca. 505 m) sowie westlichem des Zorger Jagdkopf (603,1 m) durch die Ortschaft Wieda zu verlaufen. Anschließend verläuft die Wieda südostwärts und verlässt den Harz, um ab Walkenried in den Südharzer Zechsteinhügeln zu fließen. Dabei passiert sie die Ansiedlung Wiedigshof.
Hiernach wechselt die Wieda nach Thüringen über und vom Naturpark Harz in den Naturpark Südharz. Darin fließt sie direkt südlich an Gudersleben und etwas nördlich von Mauderode in Richtung Osten, um etwas nach südlichem Passieren von Woffleben auf 206,9 m Höhe in den auch aus dem Harz und dort von Nordwesten kommenden Helme-Zufluss Zorge zu münden.

## Gewässergüte
In Thüringen wird die Wieda als „gering belastet“ (Gewässergüteklasse I-II) bewertet.

## Versickerung
In der warmen Jahreszeit versickert die Wieda oftmals in Karsthohlräumen der Gipskarstlandschaft des Südharzer Zechsteingürtels (Südharzer Zechsteinhügel), um unterirdisch weiterzufließen und anderswo aus Karstquellen und Quelltöpfen, wie dem Salzaspring, wieder zu Tage zu treten. In niederschlagsarmen (heißen) Sommern kommt es vor, dass ihr Flussbett völlig austrocknet.

## Zuflüsse
Zu den Zuflüssen der Wieda gehören – flussabwärts betrachtet und mit orographischer Zuordnung:
- Breitenbach (links)
- Uffe (Sachsengraben; rechts)
- Talgraben (rechts)
- Lochmühlengraben (links)

## Bilder
Die Bilder sind Flussabwärts geordnet.

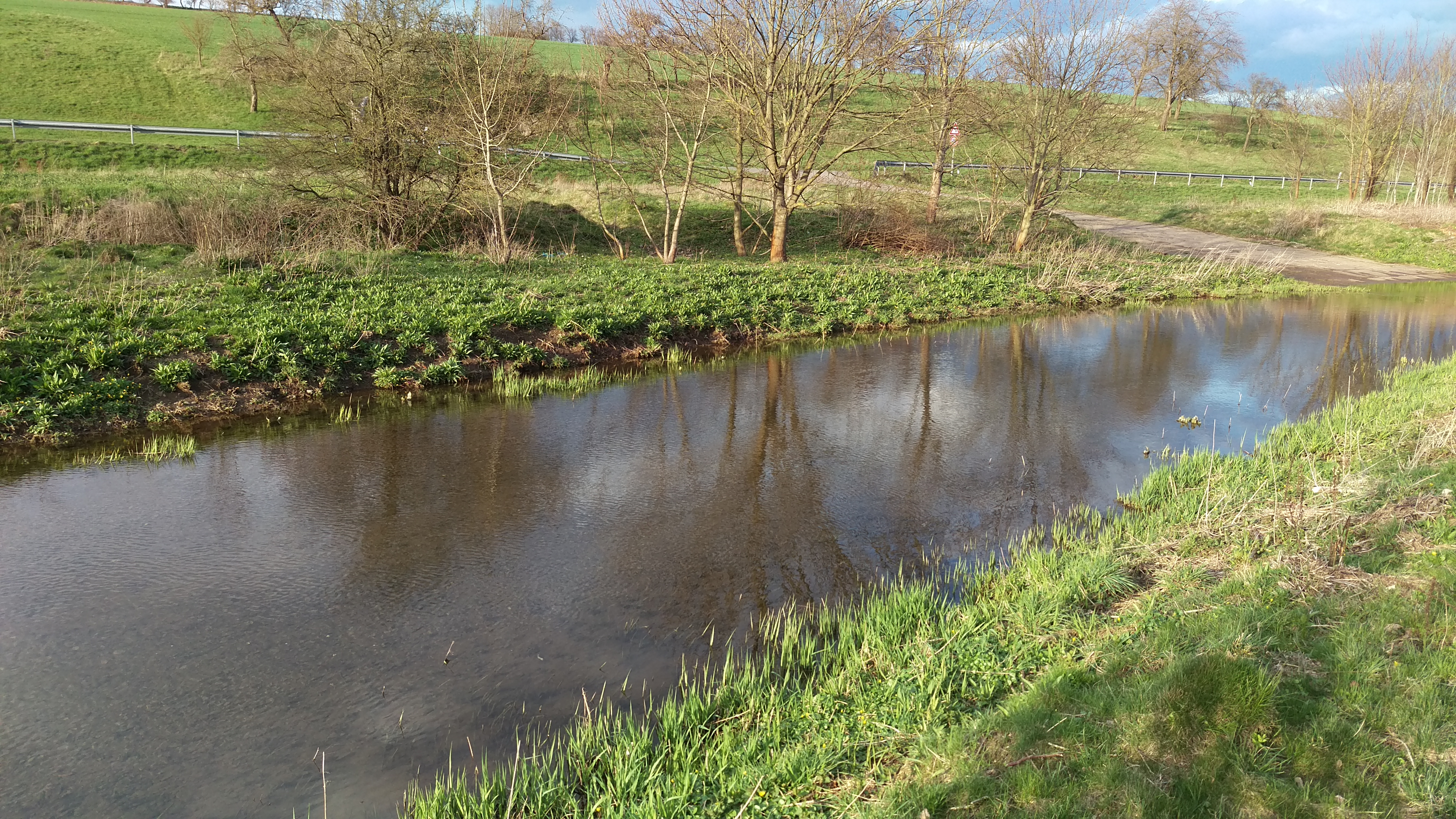
Wieda bei Gudersleben
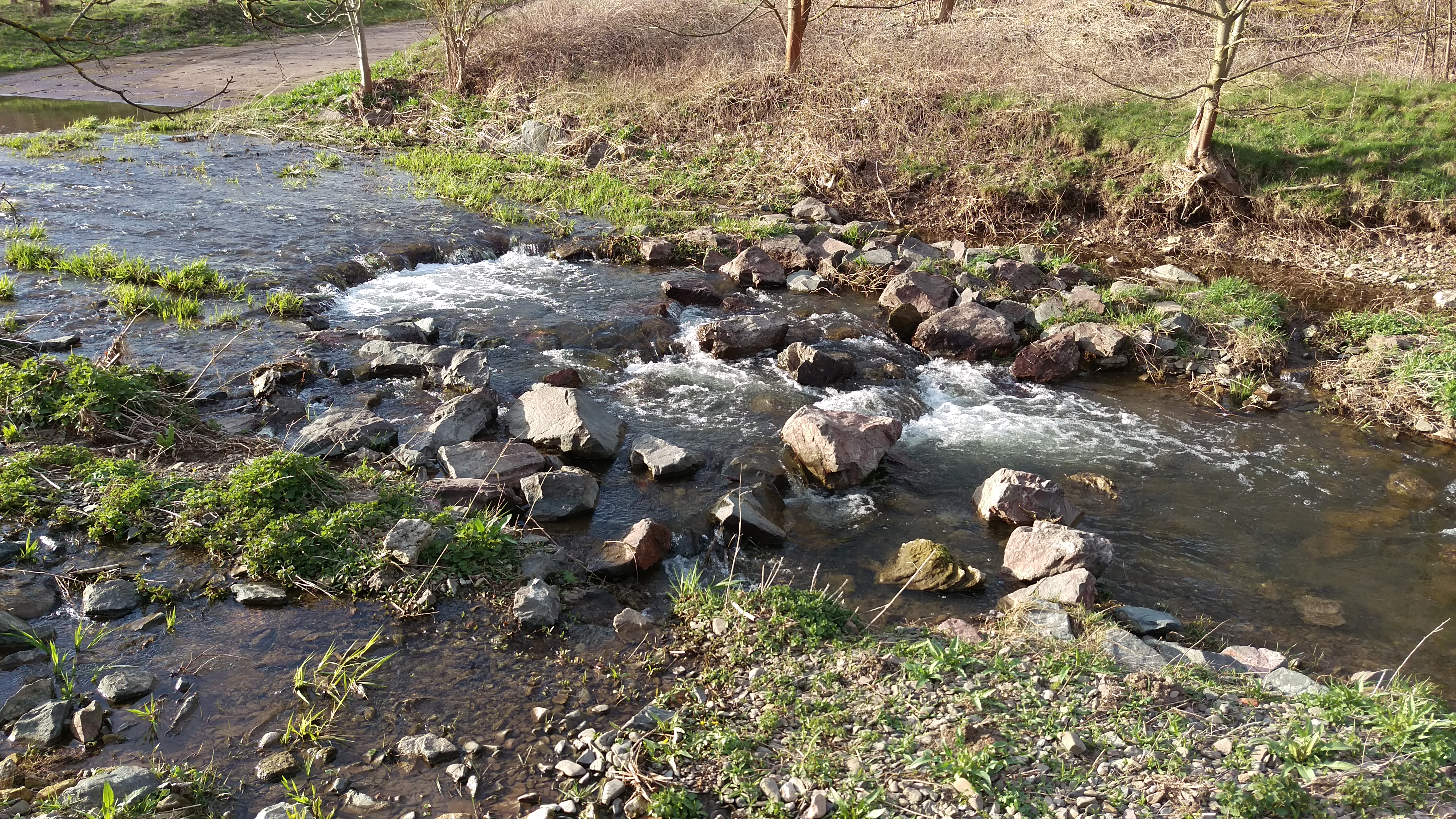
Wieda bei Gudersleben
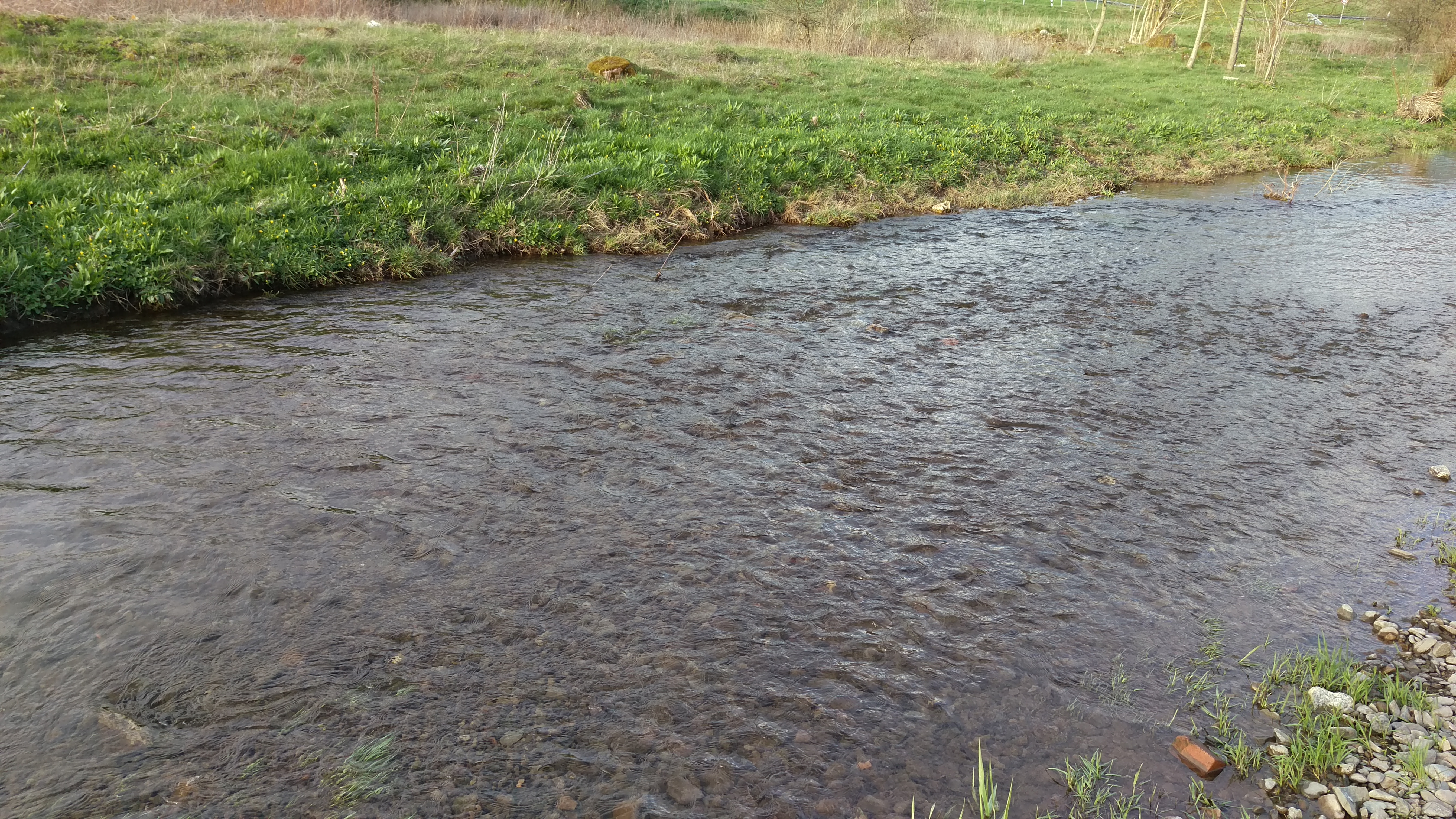
Wieda bei Gudersleben